# آنا ماریا کوروو
آنا ماریا کوروو (زاده ۱۴ ژوئیه ۱۹۶۶) پزشک، محقق و زیست‌شناس سلولی اسپانیایی آمریکایی است. وی استاد زیست‌شناسی رشد و نمو، کالبدشناسی و زیست‌شناسی ساختاری و پزشکی و همچنین مدیر مؤسسه مطالعات پیری در دانشکده پزشکی آلبرت انیشتین است. وی بیشتر به خاطر کارهای تحقیقاتی خود در زمینه خودخواری، فرایندی که سلول‌ها محصولات بازیافت زباله و تغییرات آن در پیری و بیماری‌های مرتبط با سن را انجام می‌دهند، شناخته شده‌است. 

## زندگی‌نامه
کوروو در ۱۴ ژوئیه ۱۹۶۶ در بارسلونا، اسپانیا متولد شد. وی در سال ۱۹۸۶ در دانشگاه والنسیا در رشته پزشکی تحصیل کرد و پس از آن دکترای زیست‌شیمی و زیست‌شناسی مولکولی را تحت سرپرستی اروین نخت، بیوشیمی که در آن زمان لیزوزومها و پروتئوزومها را مطالعه می کرد، دنبال کرد. در سال ۱۹۹۳، او نخستین مقاله دانشگاهی خود را به عنوان یک نویسنده در مورد تخریب لیزوزومال منتشر کرد که این فرضیه را غیر اختصاصی به چالش کشید. کوروو همچنین با فردی به نام پائولو دایس از دانشگاه تافتس در لیزوزومها در ماه‌های تابستان کار کرد زیرا آزمایشگاه‌های اسپانیایی در این مدت سال بسته شد. کوروو بعداً یک جایگاه تمام وقت پس از دکترا را در آزمایشگاه دایس پذیرفت و بر درک مسیر تخریب لیزوزوم تمرکز کرد. در سالهای ۱۹۹۶و ۲۰۰۰، کوروو و دایس یافته‌های خود را در این مسیر منتشر کردند، پروتئین غشای لیزوزومی LAMP2A را به عنوان گیرنده این شکل از اتوفاژی شناسایی کردند و آنرا اتوفاژی واسطه چاپرون نامیدند. در اکتبر ۲۰۰۱، کوورو در دانشکده پزشکی آلبرت انیشتین در برانکس، نیویورک، یک مقام دانشکده را پذیرفت. او در درجه اول تمرکز خود را روی اتوفاژی واسطه چاپرون و نقش آن در پیری و بیماری‌های انسانی می‌کند. آزمایشگاه تحقیقات او بر روی انتقال پروتئین در غشاهای لیزوزومی متمرکز بود و پروتئین‌های تنظیم کننده مانند پروتئین اسیدی فیبریلی گلیال را شناسایی کرد. وی با همکاری دانشمندان علوم اعصاب دیوید سولزر از مرکز پزشکی دانشگاه کلمبیا، شواهدی مبنی بر تغییر اتوفاژی واسطه کاپراون در بیماری پارکینسون منتشر کرد. یافته‌های مشابهی از اتوفاژی مختل شده نیز هنگام مطالعه بیماری هانتینگتون گزارش شد. تیم تحقیقاتی کوروو همچنین ال آرآر کی ۲ را شناسایی کرد، آنزیمی پروتئین که در بیماری پارکینسون جهش یافته‌است، روند جابجایی در غشاهای لیزوزومی را مختل می‌کند.
وی همچنین مدیر مؤسسه تحقیقات پیری اینشتین و عضو مرکز تحقیقات کبد و انستین کبد و مرکز سرطان است. او همچنین کرسی رابرت و رنه بلفر برای بررسی بیماریهای عصبی در دانشکده پزشکی آلبرت انیشتین است. در سال ۲۰۱۵ او به عنوان دانشکده بین‌المللی سلطنتی پزشکی جامعه والنسیا و در سال ۲۰۱۷، عضو دانشکده فیزیک طبیعی انتخاب شد. در سال ۲۰۱۸، کوروو به عنوان عضو فرهنگستان هنر و علوم آمریکا انتخاب شد. او همچنین به عنوان عضو شورای علمی مؤسسه ملی سلامت، شورای علمی شوراها، هیئت مشاوران علمی و در کمیته مشورتی به معاون مدیر خدمت کرده‌است.
کوروو به‌طور مشترک سردبیر مجله سلول پیری است و در هیئت تحریریه سلول‌های متابولیسم و سلولهای مولکولی فعالیت می‌کند. وی در بیش از ۲۰۰ نشریه مشارکت داشته‌است. دکتر کوروو در فهرست محققان با استناد به فهرست بالا در سال ۲۰۱۸(رتبه‌بندی بالای ۱٪ محققان استناد شده) گنجانده شده‌است.

## شناخت بیشتر
کوروو و تیم وی جوایز متعددی از جمله جایزه پی. بنسون، کیت پورتر همکار، جایزه یادبود ناتان شوک، جایزه وینسنت کریستوفالو در سالمندی ، بنت جی کوهن، جایزه مارشال هورویتز و جایزه ساول کره در پزشکی ترجمه را دریافت کرده‌اند. او سخنرانی‌های برجسته ای همچون رابرت آر. کون، مدیر مؤسسه ملی سلامت، روی والفورد، فئودور لینن، مارگارت پیتمن، دیوید ا. مردوکسک، گری آوربراچ و سخنرانی هاروی. او همچنین دو بار جایزه تدریس لادون شولمن را دریافت کرد. وی در سال ۲۰۱۹ به آکادمی ملی علوم انتخاب شد.

## زندگی شخصی
کوروو به اسپانیایی و انگلیسی صحبت می‌کند. شوهر وی دکتر فرناندو مسیان، متخصص ایمونولوژیست در دانشکده پزشکی آلبرت انیشتین مشغول است.